# Rui Lavarinhas
Rui Lavarinhas (Vila Nova de Anha, Viana do Castelo, 1 de Setembro de 1971) é um ciclista profissional português. Especialista em montanha e profissional desde 1998, Lavarinhas, de entre outros feitos, já conseguiu ser 3º na Volta a Portugal 2003 e sagrar-se campeão Nacional de estrada em 2002, foi vencedor da Volta à Venezuela 1999.
Esta época correu pela equipa Riberalves-Alcobaça, tendo concluido a edição de 2006 da Volta a Portugal em 20º. No dia 4 de Setembro, foi anunciada a contratação por parte do Benfica de Lavarinhas. Esta equipa terá como chefe-de-fila o português José Azevedo.
No final de 2007, Lavarinhas abandonou o ciclismo de estrada e no ano seguinte dedicou-se ao XCM (Maratonas de BTT), onde foi campeão nacional. a sua maior vitoria foi na Volta à Venezuela 1999

## Clubes
- 1999-2004 :  Maia-Cin / Milaneza-MSS / Milaneza Maia
- 2005-2006 :  Riberalves
- 2007 :  Benfica
- 1998 Troiamarisco - Porta da Ravessa
- 1997 Troiamarisco - G. Costa - Pais
- 1996 Troiamarisco

Palmares:
- 4º Volta a Astúrias 1998
- 2º GP Sport Noticias 1999
- 1º GP Abimota 1999
- 1º Volta a Venezuela 1999
- 1º Campeonato Nacional de Estrada 2002
- 1º GP Rota do Marquês 2002
- 6º Semana Catalã 2002
- 3º Volta a Portugal 2003
- 1º no Prémio da montanha da Volta a Portugal 2003
- 1 etapa da Volta a Portugal 2005
- 20º Volta a Portugal 2006
- Campeão Nacional de BTT-XCM 2008
- campeão Nacional de BTT-XCM Master 2009
- campeão Nacional de BTT-XCO Master A 2009